# Стружје
Стружје (алб. Struzhë) је насељено место у општини Призрен, на Косову и Метохији. Према попису становништва из 2011. у насељу је живело 102 становника.

## Становништво
Према попису из 2011. године, Стружје има следећи етнички састав становништва:
| Националност | 2011.        |
| Албанци      | 102 (100,0%) |
| Укупно       | 102          |

| Демографија | Демографија | Демографија |
| Година      | Становника  | Становника  |
| ----------- | ----------- | ----------- |
| 1948.       | 491         |             |
| 1953.       | 544         |             |
| 1961.       | 633         |             |
| 1971.       | 868         |             |
| 1981.       | 857         |             |
| 1991.       | 798         |             |
| 2011.       | 102         |             |